# 新宿ワシントンホテル
新宿ワシントンホテル（しんじゅくワシントンホテル、Shinjuku Washington Hotel）は、東京都新宿区西新宿にある「S-2計画」に基づき、建設されたビジネスホテルである。本項では同時に建設された新宿三井ビルディング二号館についても記載する。

## 概要
新宿新都心街区（高層ビル街区）と甲州街道に挟まれた変形L字型の、さらにその一隅が欠けた形状の約9500平方メートルの土地が「S-2計画」として再開発されることになり、その土地を所有したタウン開発（本社東京）と野村商事（本社東京）が、高層ビル側に共同で地下4階、地上25階のビルを建設した。そのうち2～25階部分を藤田観光が100%出資した新宿ワシントンホテル（のちに藤田観光に合併）が賃借し、 1983年（昭和58年）12月12日に新宿ワシントンホテル本館を開業し、ついで、ホテルの西側隣接地の大部分を所有したタウン開発が、地下2階、地上18階のビルを建設し、同様に新宿ワシントンホテルがビルを賃借して、1986年（昭和61年）3月26日に新館を開業した。
このホテル開業に先立ち、甲州街道側には三井不動産がオフィスビル・新宿三井ビルディング二号館を建設し、1983年11月に開業している。

## 新宿ワシントンホテル
藤田観光が運営するホテル・チェーン、「ワシントンホテル」の一つであり、ホテルは互いに隣接する「本館」と「新館」の2棟から構成されるが、それぞれ独立しており、フロント業務なども別個に行われ、2016年（平成28年）4月1日に本館の全面改装が完了した。
直営のレストラン3店を運営する。
開業に際しては、カギの代わりに磁気カードを使ったオートマチック・フロント・システムを初めて採用したほか、シングルで一泊6800円（税・サービス料別）という新宿地区の大手チェーンで最も安い料金を打ち出し話題となった。本館は新線新宿駅から伸びる地下道のワンデーストリートに直結し、低層部にはコンビニ・飲食店など約25店舗が併設され、1995年（平成7年）3月、あさひ銀行新宿新都心支店が撤退した1階と地下1階部分に、東和産業が運営するパチンコ店「FRESCO」が開業した。
新館の開業にあたっては、ホテル業界初のシャワートイレを全室に設置。さらにパートナーズシステムを導入し、投資システムの新分野を切り開いた。客室一室相当分を一口として所有するこの新・共有制オーナーズホテルは、一室独立の所有権ではなく室料売上の43%がオーナーに還元されるという新システムの第一弾だった。
本館はユナイテッド・アーバン投資法人が2003年（平成15年）が取得、2010年（平成22年）に追加取得している。
宿泊
本館・新館併せて総客室数：1,633室
- シングル
- ツイン
- ダブル
- トリプル
- レディース

レストラン
- カフェ＆バーバロン（本館3階）
- マンハッタンテーブル（本館25階）
- ステーキ＆しゃぶしゃぶ ふじた（新館1階）

## 新宿三井ビルディング二号館
三井不動産が建設した地下4階、地上16階建てのオフィスビル。日本ビルファンド投資法人が土地・建物ともに所有する。

## 敷地内施設
- 新宿韋駄天尊 - ワシントンホテルの北西に所在。野村専太郎・ます夫妻の銅像がある。

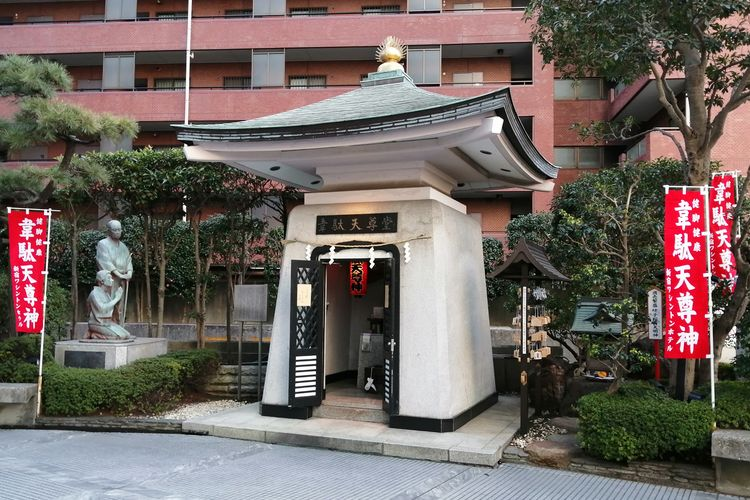
新宿韋駄天尊